# Liste der geschützten Landschaftsbestandteile im Landkreis Weilheim-Schongau
Im Landkreis Weilheim-Schongau gibt es 25 geschützte Landschaftsbestandteile (Stand: 2024), darunter 23 flächenhafte geschützte Landschaftsbestandteile mit einer Gesamtfläche von circa 265 ha auf dem Gebiet des Landkreises (Stand: 2024).

## Geschützte Landschaftsbestandteile
| Name                                                                | Bild | Kennung  | Einzelheiten | Position | Fläche Hektar | Datum         |
| ------------------------------------------------------------------- | ---- | -------- | --- | -------- | ------------- | ------------- |
| Streuwiesen und Halbtrockenrasen bei Wasla                          | BW   | LB-00155 | Antdorf Streuwiesen und Halbtrockenrasen bei Wasla südlich des Lanzenbachs | ⊙        | 6,67          |               |
| Afra-Wiesen                                                         | BW   | LB-00160 | Bernried am Starnberger See, Gemeindefreies Gebiet Starnberger See Streuwiese zwischen Bernried und Seeseiten am Starnberger See. Von der Gesamtfläche von circa 2,75 ha entfällt der überwiegende Anteil von etwa 2,42 ha auf die Gemeinde Bernried, der Rest liegt im gemeindefreien Gebiet Starnberger See im Landkreis Starnberg. | ⊙        | 2,75          | 5. Dez. 1986  |
| Streuwiese östlich von Hauserried                                   | BW   | LB-00043 | Burggen Streuwiese nördlich des Enkenriedbachs, zwischen Tannenberg und Ingenried | ⊙        | 7,89          |               |
| Baumbestand an der Seeleite in der Gemeinde Huglfing                | BW   | LB-00309 | Huglfing Baumbestand nördlich der B 472 zwischen Oberhausen und Huglfing, südöstlich der Grund- und Mittelschule an der Seeleite in Huglfing | ⊙        | 0,59          | 12. Juli 2011 |
| Streuwiese am Hungerbach                                            | BW   | LB-00161 | Huglfing Streuwiese südlich der B 472 zwischen Oberhausen und Huglfing am Hungerbach | ⊙        | 2,12          |               |
| Straußenlacke und umgebende Moore                                   | BW   | LB-00154 | Obersöchering | ⊙        | 55,75         |               |
| Zwei Eichen bei Pähl                                                | BW   | LB-00162 | Pähl Zwei Eichen an der Raistinger Straße zwischen Pähl und Raisting | ⊙        |               | 30. Juli 1982 |
| Streuwiese im Grandlmoos                                            | BW   | LB-00163 | Peißenberg Streuwiese zwischen Kohlenweiher und B 472 östlich von Peißenberg | ⊙        | 6,27          |               |
| Fünf Linden bei der Kirche St. Andrä                                |      | LB-01653 | Polling Fünf Linden südöstlich von Etting bei der Filialkirche St. Andrä | ⊙        | 0,09          | 29. Nov. 2011 |
| Streuwiesen- und Hochmoorkomplex südwestlich des Kaltenbrunner Sees | BW   | LB-00044 | Prem | ⊙        | 13,71         |               |
| Streuwiesen bei Raisting                                            | BW   | LB-00157 | Raisting Streuwiesen bei Raisting mit mehreren, teilweise weit voneinander entfernten Bereichen. Ein Schwerpunkt liegt nordöstlich von Raisting, südlich des Rotts und westlich der Alten Ammer, der andere südwestlich von Raisting an der Bahnlinie von Raisting nach Weilheim.                                                     | ⊙        | 20,30         |               |
| Vogelschutzweiher bei Raisting                                      | BW   | LB-00158 | Raisting Drei kleine Weiher südwestlich von Raisting, zwischen dem Filzgraben und dem Moosrotgraben | ⊙        | 1,80          |               |
| Torfstich südwestlich von Raisting                                  | BW   | LB-00159 | Raisting Torfstich in den Oberen Filzen am Hauptgraben | ⊙        | 0,70          |               |
| Rudersauer Filz                                                     | BW   | LB-00013 | Rottenbuch Moorkomplex zwischen der Illach und der Straße von Riedersau nach Borschach | ⊙        | 10,40         |               |
| Lechhalde unterhalb der Heidewiese                                  | BW   | LB-01652 | Schongau Bereich am Lech südlich der Brücke der B17 am Schongauer Lechsee, zwischen dem Lech und dem Naturdenkmal „Heidewiese“ mit Streuwiesen, Kalkmagerrasen, Kalkflachmoor, Kalktuffquellen und lockeren Waldbeständen | ⊙        | 4,06          |               |
| Schongauer Steilhalde und Galgenbichel                              | BW   | LB-00336 | Schongau, Hohenfurch Schongauer Steilhalde und Galgenbichel (Galgenfeld) mit Magerrasen und Gehölzen, erstreckt sich als ein schmaler Streifen vom Friedhof an der Schönlinder Straße in Schongau bis an den südlichen Rand von Hohenfurch                                                                                            | ⊙        | 22,72         |               |
| Kalktuff-Felsen mit Bachlauf der Schönach                           | BW   | LB-00339 | Schwabsoien Der geschützte Landschaftsbestandteil entspricht weitgehend dem Geotop „Kalktufffelsen und Wiesenkalk in Schwabsoien“ (Geotop: 190A015). Siehe auch Liste der Geotope im Landkreis Weilheim-Schongau | ⊙        | 0,08          |               |
| Niedermoorverlandung nord-nordöstlich Seeseiten                     | BW   | LB-00165 | Seeshaupt Niedermoorverlandung mit Schilfröhricht, Großseggenhorste und Kopfried-Streuwiesen etwa 300 m nordnordöstlich Seeseiten, grenzt direkt an den Starnberger See. Unmittelbar südlich mündet der Seeseitenbach in den Starnberger See.                                                                                         | ⊙        | 2,42          | 2. Okt. 1984  |
| Niedermoorverlandung südlich Seeseiten                              | BW   | LB-00164 | Seeshaupt Niedermoorverlandung mit Schilfröhricht, Großseggenhorste und Kopfried-Streuwiesen etwa 100 m südlich Seeseiten, grenzt direkt an den Starnberger See. Unmittelbar westlich verläuft die Straße Seeshaupt-Bernried. | ⊙        | 2,6           | 5. März 1985  |
| Eiche Seeshaupt                                                     |      | LB-01639 | Seeshaupt Stieleiche auf dem Grundstück Osterseenstraße 25 mit einem Stammumfang von etwa 3,7 Metern | ⊙        |               | 1976          |
| Deutenseefilz bei Lauterbach auf Fl.Nr.: 992/37, 992/34 und 993     | BW   | LB-00014 | Steingaden Der geschützte Landschaftsbestandteil umfasst einen Moor- und Feuchtwiesenkomlpex, der nördlich des Deutenhofs an den Verlandungsbereich des Deutensees angrenzt. | ⊙        | 7,25          |               |
| Moor- und Magerrasenflächen am Frontreiter See und Kuhmoos          | BW   | LB-00045 | Steingaden | ⊙        | 51,32         |               |
| Schwattachfilze                                                     | BW   | LB-00153 | Weilheim | ⊙        | 23,07         |               |
| Gögerl bei Weilheim in Oberbayern                                   | BW   | LB-00156 | Weilheim Der geschützte Landschaftsbestandteil entspricht weitgehend dem Geotop „Moräne und Kames beim Gögerl SE von Weilheim“ (Geotop: 190R051). Siehe auch Liste der Geotope im Landkreis Weilheim-Schongau | ⊙        | 6,60          |               |
| Illachauen östlich von Schildschwaig                                | BW   | LB-00046 | Wildsteig Illachauen südöstlich des Weilers Schildschwaig | ⊙        | 17,65         |               |
| Legende für Geschützter Landschaftsbestandteil                      |      |          | |          |               |               |